# Tomás Moragas

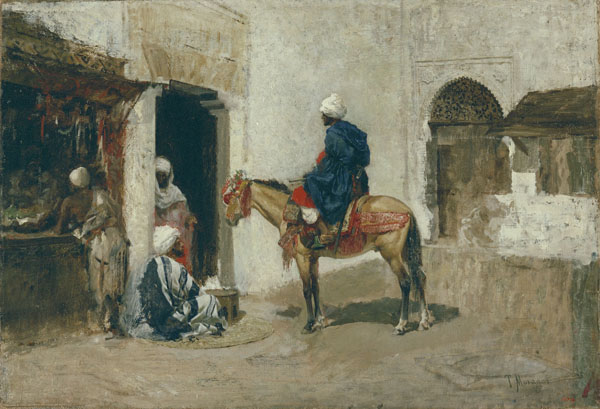
Tipus marroquí a cavall c. 1891 Pintura al óleo de Tomás Moragas conservada en el Museo Nacional de Arte de Cataluña.

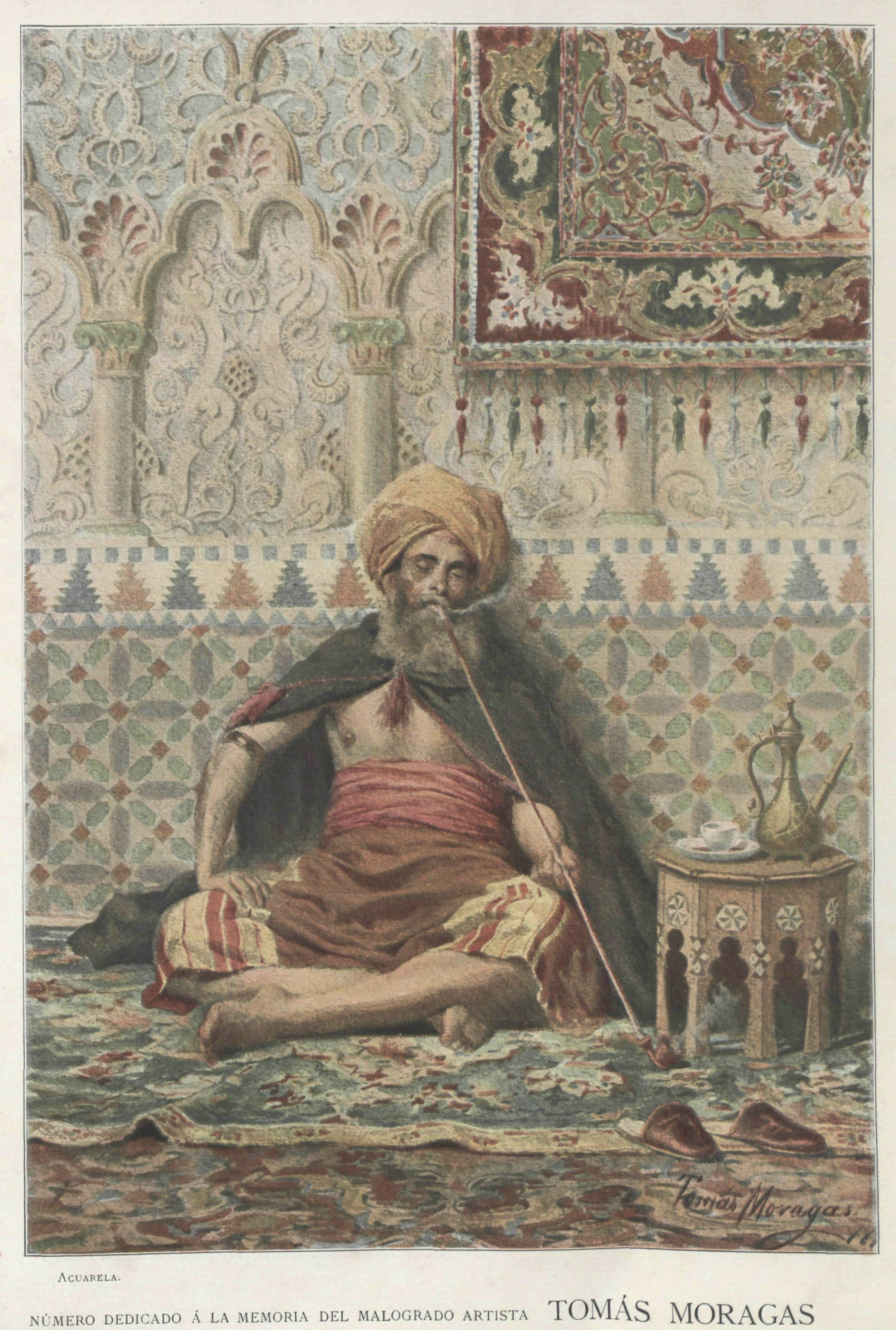
Acuarela original de Moragas, publicada en Álbum Salón en 1906.

Tomás Moragas y Torras (Gerona, 1837-Barcelona, 1906) fue un pintor español.

## Biografía
Nacido en Gerona en 1837, residió en Barcelona desde muy pequeño. De avanzada vocación artística, trabajó en el taller del platero José Pomar y asistió a la Escuela de Bellas Artes de la Escuela de la Lonja (1850), donde tuvo como maestros a los artistas nazarenos Claudio Lorenzale y Pablo Milá Fontanals hizo buena amistad con varios condiscípulos: Mariano Fortuny, Jerónimo Suñol, Ramón Tusquets y José Tapiró y Baró.
Influido por Fortuny, en el año 1858 decidió viajar a Roma acompañado de Suñol a pesar de no tener beca de estudios para financiar su estancia, más tarde se añadieron Tapiró, Agrasot y el italiano Simonetti, todos ellos establecieron su taller cerca de la Vía Flaminia. Asistió a las clases de la Academia Giggi, pero en sus momentos de ocio recorría toda la ciudad y sus alrededores, muy interesado por la temática popular, tomó magníficos apuntes del barrio del Trastevere y de localidades cercanas a Roma, como Castelgandolfo y Ostia, que luego trasladó a cuadros realizados al óleo y en acuarelas, que vendió a los marchantes de París y Londres.
El 1864 vuelve provisionalmente a Barcelona, donde hace su primera exposición en el taller de Pomar. En aquella época se dedica a la temática costumbrista catalana con obras como Font safareig de Guissona o Celler català, que recibieron una favorable acogida, al tiempo que realizaba estudios y apuntes en lápiz y retratos, algunos en miniatura. Dos años más tarde aconsejado por su amigo Fortuny, expone algunos de sus cuadros en Madrid, en el estudio de Federico de Madrazo y en la Exposición Nacional de Bellas Artes de Madrid de 1867, donde obtiene una mención honorífica de primera clase y un gran éxito.
De regreso a Roma, Moragas se interesa por la temática orientalista pero una epidemia de cólera le obliga a trasladarse a Nápoles, donde se ve profundamente influido por la obra naturalista del pintor Domenico Morelli.
El 1870 se reúne en Granada con Fortuny, le acompaña a Marruecos y profundiza su pasión por el tema oriental, la sensualidad y el cromatismo. Después de pasar por Barcelona, en 1873 se instala nuevamente en Roma e inicia un periodo muy productivo, con obras como La peixateria romana en Quaresma y Grup de cavalls abeurant a les runes de La campanya romana. Sus acuarelas consiguen una gran fama, son piezas delicadas y bellas como Besamans als cardenals per Any Nou.
Debido a la muerte de Fortuny y la enfermedad de su mujer, en 1876 se instaló definitivamente en Barcelona, y su actividad tomó diversas vías: una academia privada de dibujo y pintura —a la que asistieron Rusiñol y Anglada Camarasa—; fue profesor en la Escuela de la Lonja (desde 1877) y en la Escuela de Artes y Oficios de Villanueva y Geltrú (1882); fue asesor artístico de la Exposición Universal de Barcelona (1888), proyectó las espadas ofrendadas a los generales Prim y O'Donnell y las tapas del álbum regalado a Isabel II, etc. En 1883 fundó el Centro de Acuarelistas, que sería el origen del futuro Círculo Artístico de San Lucas.

## Obra
Su obra pictórica —acuarela y pintura al óleo sobre tela—, de técnica preciosista y de un gran realismo, influida por Fortuny, tiene un cromatismo de tonos predominantemente grisáceos y ocres. Cultivó el tema histórico, pero fue más destacable en escenas de costumbres catalanas, italianas y árabes, en el paisaje y en el retrato. Destaca sobre todo como acuarelista, con un pincel hábil y preciso y delicado cromatismo. Por sus trabajos recibió numerosos y prestigiosos reconocimientos.

## Obras en los museos de Barcelona
- Interior de celler, Tipus marroquí a cavall y  Escena moruna a Tánger (Museo Nacional de Arte de Cataluña)
- Retrato del escultor Damián Campeny (1888, Museo de Historia de la Ciudad)
- Puerta de Sant Pau del Camp y Los guardianes de casa (1898) (depósito del Museo Nacional de Arte de Cataluña)
- Puerta monumental del Museo Pio Clementino en el Vaticano (Préstamo en depósito en el Museo Nacional de Arte de Cataluña).